# Монако на літніх Олімпійських іграх 1988
Команда Монако брала участь у Літніх Олімпійських іграх 1988 року у Сеулі (Республіка Корея) утринадцяте за свою історію, але не завоювала жодної медалі. Країну представляли 9 спортсменів (8 чоловіків та 1 жінка) у 7 видах спорту.

## Результати змагань

### Стрільба з лука
Чоловіки
- Ґіллс Кресто — preliminary round, 65-е місце

### Фехтування
Один чоловік-фехтувальник представляв Монако на Олімпіаді 1988 року.
Шабля, особиста першість
- Олівер Мартіні